# Melanie Nicholls-King
Melanie Nicholls-King es una actriz canadiense, quizás conocida por interpretar a Cheryl en la serie dramática The Wire y por su interpretación de la oficial Noelle Williams en la serie dramática Rookie Blue.

## Vida personal
Nicholls-King es de Toronto. Está casada y tiene un hijo.

## Filmografía

### Películas
| Año  | Título                                                             | Papel                           | Notas                  |
| ---- | ------------------------------------------------------------------ | ------------------------------- | ---------------------- |
| 1993 | Guilty as Sin                                                      | Rosalie                         |                        |
| 1994 | The Babymaker: The Dr. Cecil Jacobson Story                        | Secretaria de tribunal          | Película de televisión |
| 1995 | A Vow to Kill                                                      | Agente de alquiler de coches    | Película de televisión |
| 1995 | Rude                                                               | Jessica                         |                        |
| 1995 | Skin Deep                                                          | Montana Simpson                 |                        |
| 1996 | Closer and Closer                                                  | Detective Brand                 | Película de televisión |
| 1998 | The Defenders: Choice of Evils                                     | Sarah Casey                     | Película de televisión |
| 1998 | A Cool, Dry Place                                                  | Empleada de mostrador de Dallas |                        |
| 1999 | Summer's End                                                       | Sra. Blakely                    | Película de televisión |
| 1999 | Coming Unglued                                                     | Azafata                         | Película de televisión |
| 2000 | Mercy                                                              | Jane                            |                        |
| 2000 | The Color of Friendship                                            | Flora                           | Película de televisión |
| 2000 | Catch a Falling Star                                               | Ginger                          | Película de televisión |
| 2000 | Dear America: When Will This Cruel War Be Over?                    | Iris                            | Película de televisión |
| 2000 | One Kill                                                           | Angie Carson                    | Película de televisión |
| 2001 | What Makes a Family                                                | Nora                            | Película de televisión |
| 2001 | Maple                                                              | Maple                           | Cortometraje           |
| 2001 | Jett Jackson: The Movie                                            | Jules Jackson                   | Película de televisión |
| 2002 | Society's Child                                                    | Monique                         | Película de televisión |
| 2003 | Deacons for Defense                                                | Rose Clay                       | Película de televisión |
| 2004 | False Pretenses                                                    | Cerise                          | Película de televisión |
| 2007 | How She Move                                                       | Faye Green                      |                        |
| 2009 | Chains                                                             | Munk                            | Cortometraje           |
| 2011 | In Between Life                                                    | Mona                            | Cortometraje           |
| 2012 | Elijah the Prophet                                                 | Oficial Walker                  | Cortometraje           |
| 2014 | St. Vincent                                                        | Supervisor de hospital          |                        |
| 2017 | The Strange Ones                                                   | Detective Reynolds              |                        |
| 2017 | Filth City                                                         | Detective Mason                 |                        |
| 2017 | Un golpe con estilo                                                | Cary Sachs                      |                        |
| 2017 | Mary Goes Round                                                    | Lou                             |                        |
| 2018 | La peor semana                                                     | Katrina                         |                        |
| 2018 | Harry & Meghan: A Royal Romance                                    | Doria Ragland                   | Película de televisión |
| 2018 | Baby Won't You Please Come Home                                    | Cynthia Reynolds                | Cortometraje           |
| 2019 | HERO Inspired by the Extraordinary Life & Times of Mr. Ulric Cross | Amy Ashwood Garvey              |                        |
| 2019 | Bushwick Beats                                                     | Louise                          |                        |
| 2019 | Harry & Meghan: Becoming Royal                                     | Doria Ragland                   | Película de televisión |
| 2020 | Minor Premise                                                      | Dean Myers                      |                        |
| 2021 | Cupids                                                             | Cheryl                          | Cortometraje           |
| 2021 | Harry & Meghan: Escaping the Palace                                | Doria Ragland                   | Película de televisión |
| 2021 | A Journal for Jordan                                               | Kaleshia/Nanny                  |                        |
| 2022 | Life After You                                                     | Consejera de duelo              |                        |
| 2024 | Dandelion                                                          | Jean                            |                        |
| 2024 | Little Wing                                                        | Señorita Gibbons                |                        |

### Televisión
| Año     | Título                            | Papel                   | Notas                                                                 |
| ------- | --------------------------------- | ----------------------- | --------------------------------------------------------------------- |
| 1992-93 | Street Justice                    | Adrienne Howell         | Invitada: Temporada 2-3                                               |
| 1994    | Catwalk                           | Erica                   | Episodio: "Two-Legged Animals"                                        |
| 1994    | Kung Fu: The Legend Continues     | Enfermera               | Episodio: "Kundela"                                                   |
| 1995    | Forever Knight                    | Dra. Turner             | Episodio: "Night in Question"                                         |
| 1998    | Goosebumps                        | Teresa Erickson         | Episodio: "Chillogy: Parts 1-3"                                       |
| 1998    | Animorphs                         | Aisha                   | Episodio: "My Name Is Jake: Part 2"                                   |
| 1998    | Highlander: The Raven             | Oficial Robbins         | Recurrente                                                            |
| 1998-00 | Traders                           | Justine                 | Recurrente: Temporada 4-5                                             |
| 1998-01 | The Famous Jett Jackson           | Jules Jackson           | Recurrente: Temporada 1, Invitada: Temporada 3                        |
| 1999    | Deep in the City                  | Lori                    | Recurrente: Temporada 1                                               |
| 2000-04 | Pequeño Bill                      | Señorita Murray (voz)   | Invitada: Temporada 1-2, Recurrente: Temporada 3-4                    |
| 2001-04 | Doc                               | Rochelle                | Invitada: Temporada 2 & 5                                             |
| 2002    | Law & Order                       | Trina Felton            | Episodio: "Girl Most Likely"                                          |
| 2002    | Law & Order: Criminal Intent      | Chesley Barnes          | Episodio: "Seizure"                                                   |
| 2002-08 | The Wire                          | Cheryl                  | Recurrente: Temporada 1-3, Invitada: Temporada 4-5                    |
| 2003    | Law & Order: Special Victims Unit | Mujer #3                | Episodio: "Desperate"                                                 |
| 2004    | Third Watch                       | Roberta Muskos          | Episodio: "Leap of Faith"                                             |
| 2008    | Law & Order: Special Victims Unit | Jill Botas              | Episodio: "Undercover"                                                |
| 2009    | Fear Itself                       | Anita                   | Episodio: "The Circle"                                                |
| 2009    | Cupid                             | Celia                   | Episodio: "Live and Let Spy"                                          |
| 2009-10 | One Life to Live                  | Jueza Avery Hansen      | Regular                                                               |
| 2010-15 | Rookie Blue                       | Noelle Williams         | Protagonista: Temporada 1-3, Recurrente: Temporada 4 & 6              |
| 2013    | Orphan Black                      | Amelia                  | Recurrente: Temporada 1                                               |
| 2013    | Hostages                          | Dra. Marsh              | Episodio: "Sister's Keeper"                                           |
| 2015    | Eye Candy                         | Sargento Catherine Shaw | Recurrente                                                            |
| 2015    | Happyish                          | Arianna                 | Episodio: "Starring Josey Wales, Jesus Christ and the New York Times" |
| 2015    | Veep                              | Sra. Bennett            | Recurrente: Temporada 4                                               |
| 2015    | Show Me a Hero                    | Janet Rowan             | Recurrente                                                            |
| 2015    | Saving Hope                       | Laverne Davis           | Episodio: "Shine a Light"                                             |
| 2016    | Falling Water                     | Ann Marie Bowen         | Recurrente: Temporada 1                                               |
| 2017    | Conviction                        | Elyse Salmon            | Episodio: "Not Okay"                                                  |
| 2017    | Channel Zero: No-End House        | Brenna Koja             | Recurrente: Temporada 2                                               |
| 2017    | Filth City                        | Detective Mason         | Recurrente                                                            |
| 2018    | Star Trek: Discovery              | Almirante Drake         | Episodio: "The War Without, The War Within"                           |
| 2018    | Seven Seconds                     | Marcelle                | Recurrente                                                            |
| 2018    | NCIS: New Orleans                 | Dra. Mangold            | Episodio: "Empathy"                                                   |
| 2018    | The Amazing Gayl Pile             | Diana                   | Episodio: "The Feelin' It Network"                                    |
| 2018    | The Detail                        | Amelia                  | Episodio: "The Long Walk"                                             |
| 2018    | Chicago Med                       | Señorita Larson         | Episodio: "The Parent Trap"                                           |
| 2018    | Billions                          | Frances Lynch           | Recurrente: Temporada 3                                               |
| 2018    | The Sinner                        | Jueza Miriam Cervini    | Episodio: "Part 2 & 8"                                                |
| 2018    | FBI                               | Keisha Grant            | Episodio: "Pilot"                                                     |
| 2019    | Anne with an E                    | Hazel Lacroix           | Recurrente: Temporada 3                                               |
| 2020    | Blue Bloods                       | Jueza Cheryl Harvey     | Episodio: "Careful What You Wish For"                                 |
| 2020    | Diggstown                         | Alice                   | Recurrente: Temporada 2                                               |
| 2020    | Little Fires Everywhere           | Regina Wright           | Recurrente                                                            |
| 2020    | Your Honor                        | Jones                   | Recurrente: Temporada 1                                               |
| 2022    | Black Bird                        | Dra. Amelia Hackett     | Recurrente                                                            |
| 2023    | The Gilded Age                    | Sarah J. Garnet         | Recurrente: Temporada 2                                               |
| 2024    | FBI: Most Wanted                  | Mayor Frannie Banks     | Recurrente: Temporada 5                                               |